# Ceraeochrysa costaricensis
Ceraeochrysa costaricensis är en insektsart som beskrevs av Penny 1997. Ceraeochrysa costaricensis ingår i släktet Ceraeochrysa och familjen guldögonsländor. Inga underarter finns listade i Catalogue of Life.